# Замок Бурггаузен
Замок Бурґгаузен (нім. Burg zu Burghausen) — замок, який височіє над однойменним містом на баварському кордоні з Австрією. Найдовший замковий комплекс в Європі (1043 м). Споруда простягається уздовж вузького і витягнутого хребта над річкою Зальцах на висоті 420 м над рівнем моря.

## Історичний огляд

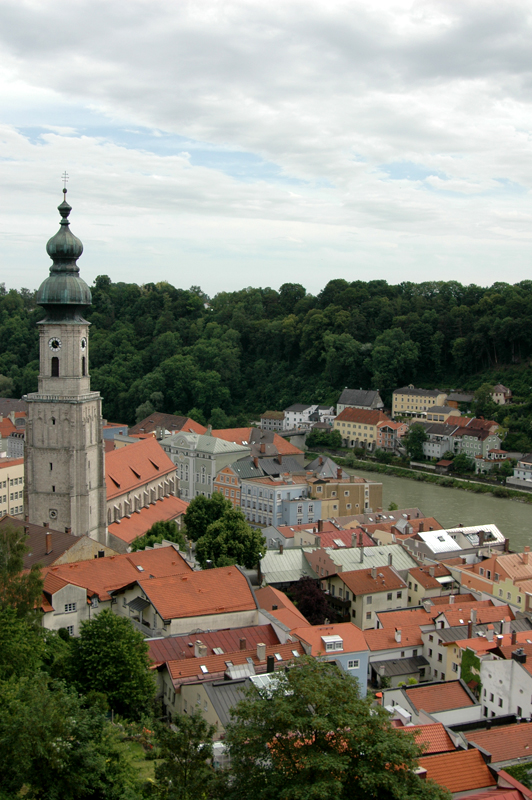
Дахи старого міста над річкою Зальцах

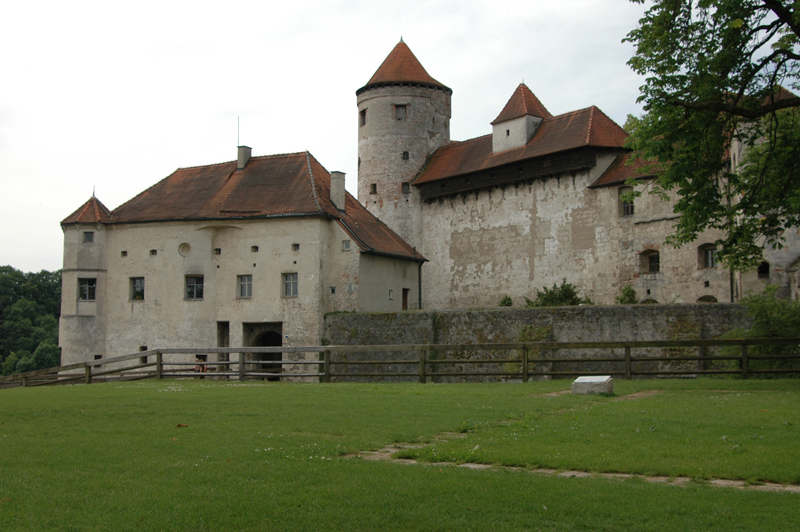
Внутрішнє подвір'я замку

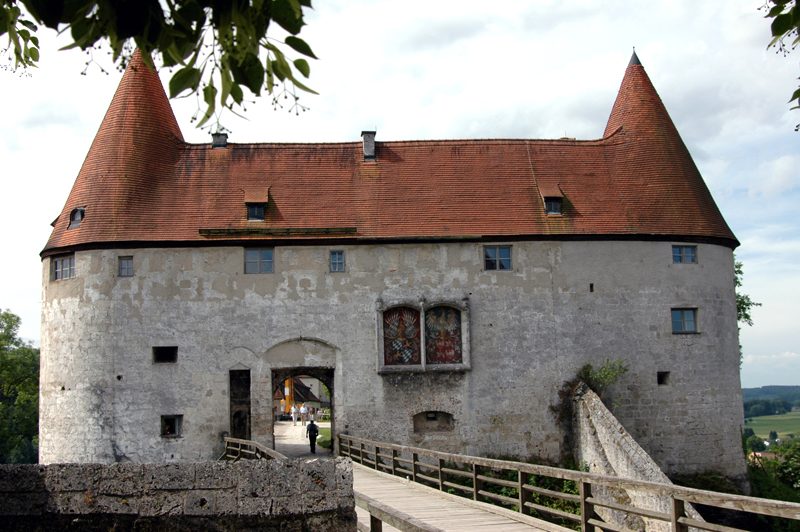
Брама Ґеорґа, 1494

Замкова гора була заселена ще у бронзову добу. Під час розкопок виявлені сліди кельтського і римського перебування. Так, знайдені монети імператорів Марка Аврелія і Костянтина підтверджують перебування Бурггаузена у складі римської провінції Норик. Поселення споконвіку торгувало сіллю.
У середньовіччя місцеві володарі контролювали соляний шлях, що пролягав річкою Зальцах. Перша згадка про замок датується 1025 роком. У 1168 році після смерті останнього графа Бурґгаузена Ґебгарда ІІ укріпленнями заволоділи Віттельсбахи. У 1180 року перший герцог Баварії Оттон І Віттельсбах розширив замок.
Після розділу Баварії у 1255 році замок став другою після Ландсгута резиденцією герцогів Нижньої Баварії. За правління володарів  Баварсько-Ландсгутського герцогства (1392–1503) укріплення були розширені уздовж всього замкового пагорба.
Починаючи з Маргарити Австрійської, вигнаної дружини деспотичного герцога Генріха XVI (1393–1450), замок став резиденцією дружин і вдів герцога, а також осередком герцогської скарбниці. У 1447 році у замку помер полонений Генріха герцог Баварії Людвиґ VII.
За герцога Ґеорґа Баварського (1479–1503) будівельні роботи були завершені і замок Бургхаузен став найміцнішою фортецею в регіоні. Однак після його смерті його діти у ході  Війни за ландсгутський спадок (1503–1505) втратили право на володіння ним. Згодом онук Ґеорґа Отто Генріх (1502–1559) заснував для себе інший замок — Нойбург.
З виникненням загрози з боку Османської імперії були вжити заходи з модернізації фортеці. У 1634–1641 роках під час Тридцятирічної війни у замку тримали в ув'язненні шведського фельдмаршала Густава Горна.
Після  Тешенського договору в 1779 році Бургхаузен став прикордонним замком. Під час наполеонівських воєн фортеця зазнала руйнування.
У 1896 році замок був реставрований. У 1960 році проведені значні роботи з відновлення всього замкового комплексу.
У теперішній час у фортеці знаходяться музеї.